# Bridelia microphylla
Bridelia microphylla är en emblikaväxtart som beskrevs av Emilio Chiovenda. Bridelia microphylla ingår i släktet Bridelia och familjen emblikaväxter.
Artens utbredningsområde är Somalia. Inga underarter finns listade i Catalogue of Life.